# Асауляк, Лев Владимирович
Лев Владимирович Асауляк (17 ноября 1936, Оса, Свердловская область, РСФСР — 15 апреля 2015) — советский артист балета, солист Пермского театра оперы и балета им. П. И. Чайковского (1956—1977), заслуженный артист РСФСР (1965).

## Биография
В 1956 году окончил Пермское хореографическое училище (класс Юлия Плахта). После выпуска был принят в балетную труппу Пермского театра оперы и балета, где танцевал в 1956—1977 годах.
Исполнял ведущие партии классического репертуара, особо отмечалось его исполнение партии Базиля в балете «Дон Кихот». Его сценический дуэт с балериной Риммой Шлямовой считается первым звёздным пермским дуэтом.
Асауляк первым из выпускников пермской балетной школы стал лауреатом международного конкурса. Также он первым из пермских артистов гастролировал в Японии (в 1968 году, в составе труппы мастеров советского балета).
Был балетмейстером-репетитором пермского театра (1983), педагогом классического танца пермского (1959—1987, 1989—1992) и тбилисского (1987—1989) хореографических училищ; одновременно вёл классы в театральных труппах этих городов. Из его учеников (5 выпусков пермского училища) наиболее известны А. Бедычев, М. Беззубиков, В. Бортяков, В. Миклин (все — 1968), А. П. Боровик (1979), А. Мусорин (1981). Его последней ученицей (США,Западный Честер,штат Пенсилвания), была Кристина Шевченко (англ. Christine Shevchenko), нынешняя прима-балерина (англ. Principal Dancer) Американского театра балета (англ. American Ballet Theatre) в Нью-Йорке.
В 1988 совместно с Георгием Алексидзе осуществил в Перми постановку программы «Хореографические шедевры Дж. Баланчина на музыку П. И. Чайковского», в 1990 году перенёс «Вечер хореографии Дж. Баланчина» на сцену Свердловского театра (как это было принято в СССР, спектакли Баланчина исполнялись без соблюдения авторских прав).
В 1992—1994 годах был педагогом-репетитором московского театра «Русский балет» под руководством Вячеслава Гордеева.
С 1995 года работал педагогом в одной из частных балетных школ США.

## Театральные работы
- Зигфрид («Лебединое озеро»)
- Дезире, Голубая птица, Жених («Спящая красавица»)
- Альберт, па-де-де из 1-го акта («Жизель»)
- Щелкунчик-Принц («Щелкунчик»)
- Базиль («Дон Кихот»)
- Вацлав («Бахчисарайский фонтан»)
- Ромео, Парис, Меркуццио («Ромео и Джульетта»)
- Офицер, Шут («Эсмеральда»)
- Факир, Бог Кришна, Бог Рама, Шуточный индусский танец («Баядерка»)
- Князь, мазурка («Грушенька»)
- Сын («Берег надежды»)
- Д’Артаньян («Три мушкетёра»)
- Красс («Спартак», балетмейстер Н. Маркарьянц)

## Награды и звания
- Заслуженный артист РСФСР
- 1965 — лауреат II премии 2-го Международного конкурса артистов балета в Варне (Болгария).